# Donovan Webster
Donovan Webster (Chicago, 13 de janeiro de 1959 – 4 de julho de 2018) foi um jornalista, escritor, cineasta e humanitária estadunidense.

## Carreira
Foi um ex editor para Outside, seu trabalho apareceu em The New Yorker, National Geographic, Smithsonian, Vanity Fair, os Homens da Saúde, Jardim E armas, e The New York Times Magazine, entre outras publicações. 
Morreu em 4 de julho de 2018, aos 59 anos de idade.